# نقاشی قهوه‌خانه: خاطرات کاظم دارابی متهم دادگاه میکونوس
نقاشی قهوه‌خانه، خاطرات کاظم دارابی متهم دادگاه میکونوس تحقیق و تألیف محسن کاظمی است که شرکت انتشارات سوره مهر در ۱۳۹۷ منتشر کرد. در سی و هفتمین دورهٔ جایزهٔ کتاب سال جمهوری اسلامی ایران، در بخش تاریخ و جغرافیا به عنوان مستندنگاری، اثر برگزیده سال شناخته و از آن تقدیر شد.

## متن
داستان کتاب روایت زندگی کاظم دارابی، یکی از محکومان دادگاه میکونوس است. کسی که حکم دادگاه می‌گوید، تهیه مقدمات ترور بر عهده او گذاشته شده بود.

## نام
عنوان این کتاب برگرفته از تعبیری است که بیش از دو دهه پیش، رهبر جمهوری اسلامی برای رستوران میکونوس به کار برده‌است. او در فروردین ۱۳۷۶ و چند روز پس از اعلام حکم دادگاه میکونوس در یکی از دیدارهای عمومی‌اش گفته‌است «در همین دادگاهی که در آلمان برای قضایای قهوه‌خانه‌ای تشکیل شده، آمدند، مسائل را سرهم‌بندی کردند و به خیال خودشان خیمه‌شب‌بازی‌ای پرداختند.»

## جایزه
کتاب برگزیده در جشنواره کتاب سال جمهوری اسلامی ایران در سال ۱۳۹۸